# ウェズレー・ローズ
ウェズレー・ハーマン・ローズ（Wesley Herman Rose、1918年2月11日 - 1990年4月26日）は、アメリカ合衆国の音楽出版事業経営者、音楽プロデューサー。

## 生涯
ソングライターだったフレッド・ローズの息子として、イリノイ州シカゴに生まれ、公認会計士を目指して勉強した。スタンダード石油で会計士として働いた後、父の誘いに応じて、テネシー州ナッシュビルに移り、1945年から、父が共同経営者のロイ・エイカフとともに設立した音楽出版社エイカフ＝ローズ・ミュージックに参画することとなった。事実上の経営を任されたウェズレーは優れた手腕を発揮し、それまでの放送音楽協会（Broadcast Music Incorporated, BMI）との提携に加え、別会社ミレーネ・ミュージック（Milene Music）を作って米国作曲家作詞家出版者協会（ASCAP）とも提携するなど、この事業を大きく成長させた。ウェズレーが経営にあたったおかげで、父フレッドは共同経営者の立場に留まりながらも、楽曲づくりに時間を割くことができた。1954年に父が死去すると、ウェズレー・ローズは同社の社長となり、世界中に提携先を広げていった。
ウェズレー・ローズは、カントリー音楽産業が発展する上で、非常に重要な役割を演じた。ローズは1958年のカントリーミュージック協会（CMA）の設立に際して舞台裏で大きな推進力となり、ナッシュビルの音楽出版事業者として初めて、米国作曲家作詞家出版者協会（ASCAP）や、米国音楽出版社協会（Music Publishers' Association）の執行役員となった。1961年、ウェズレー・ローズは、カントリー音楽の殿堂の設立に際して共同創設者のひとりとなった。
1985年、ローズとエイカフは、エイカフ＝ローズ・ミュージックが所有する楽曲に関する諸権利を、ゲイロード・エンターテインメント（Gaylord Entertainment Company）の完全子会社であるゲイロード・ブロードキャスティング（Gaylord Broadcasting）に売却した。1986年、ウェズレー・ローズはカントリー音楽の殿堂の殿堂入りを果たし、父の仲間入りをすることになった。
ウェズレー・ローズは、1990年にナッシュビルで死去した。